# 龙池镇 (峨眉山市)
龙池镇，是中华人民共和国四川省乐山市峨眉山市下辖的一个乡镇级行政单位。

## 行政区划
龙池镇下辖以下地区：
滨湖社区、杨村铺社区、龙池村、杨柳村、三湾村、白果村、宋坝村、万村、幺店村、富有村、金川村、高万村、凤凰村、马坪村、莲花村、太坪村、桃源村、烽火村、河心村和丁坪村。